# Juan Francisco Fresno Larraín
Juan Francisco Fresno Larraín (26 de juliol de 1914 – 14 d'octubre de 2004) va ser un Cardenal xilè que serví com a Arquebisbe metropolità de Santiago de Xile. Va ser elevat al Col·legi cardenalici el 25 de maig de 1985 per Joan Pau II.

## Biografia
Fill de Luis Alfredo Fresno Ingunza i d'Elena Larraín Hurtado, estudià al Seminari Pontifici Major de Santiago i a la Pontifícia Universitat Gregoriana de Roma, on es llicencià en teologia, amb batxiller en dret canònic.
Participà en les quatre sessions del Concili Vaticà II i a la II Conferència General de l'episcopat llatinoamericà de Medellín (1968). Per delegació pontifícia participà en la III Conferència General de l'episcopat llatinoamericà de Puebla al 1979 i a la IV Conferència, celebrada a Santo Domingo al 1992.
Realitzà la visita ad limina per relació escrita el 1964, com a bisbe de Copiapó, i personalment al 1974 i al 1979 com a arquebisbe metropolità de La Serena i el 1984 i 1989 com a arquebisbe metropolità de Santiago de Xile.
El 28 de juny de 1971 va ser nomenat arquebisbe metropolità de La Serena pel Papa Pau VI, romanent en aquest càrrec fins al 1983, quan Joan Pau II el nomenà arquebisbe metropolità de Santiago de Xile.
Ocupà diversos càrrecs a la Conferència Episcopal de Xile, arribant a presidir-la el 1975. També ocupà diversos càrrecs al CELAM i va ser visitador del Seminari Pius Llatí de Roma.
El 1983 va ser nomenat membre de la Congregació per a l'Educació Catòlica.
Juan Francisco Fresno Larraín realitzà un paper destacat durant un moment crític com va ser la dictadura d'Augusto Pinochet. S'esforçà per enfortir la reconciliació nacional entre els xilens. Fresno reuní polítics de diverses tendències per buscar una sortida democràtica al país, firmant-se l'Acord Nacional. Per un altre costat, promogué els acords de pau amb l'Argentina de 1984, quan ambdós països van estar a punt d'anar a la guerra.
El 1987 el Papa Joan Pau II visità Xile, corresponent-li al cardenal Fresno la concretació i l'organització de la visita. El mateix Pontífex proclamà beata al Parc O'Higgins la religiosa carmelita descalça sor Teresa de los Andes.
Durant els seus anys com a arquebisbe emèrit de Santiago es dedicà a nombroses tasques al bisbat de Melipilla. Posteriorment, ocupà el càrrec de President de Càritas-Xile entre 1991 i 2000.
Els seus darrers anys els va viure juntament a la comunitat cristiana a la capella de la Sagrada Família, a Lo Barnechea, on es trobava en el moment de morir. Va traspassar el 14 d'octubre de 2004, a causa d'una insuficiència renal. Va rebre alts honors d'estat durant el seu funeral.
Les seves restes mortals descansen a la cripta dels bisbes i arquebisbes de Santiago a la catedral.